# 勒罗伊·乔列特
勒罗伊·帕特里克·乔列特（英語：Leroy Patrick Chollet，1925年3月5日—1998年6月10日），美国NBA联盟前职业篮球运动员。